# Emblem (plaats)
Emblem is een deelgemeente van de gemeente Ranst in de Belgische provincie Antwerpen (arrondissement Antwerpen). Emblem is gelegen in de Antwerpse rand ten zuidoosten van de stad. Emblem was een zelfstandige gemeente tot aan de gemeentelijke herindeling van 1977.

## Geschiedenis
Emblem, vroeger ook als Emblehem gespeld, was een zelfstandige gemeente tot einde 1976. De plaats ligt mogelijk mee aan de oorsprong van de nabijgelegen Stad Lier.
Amelia Brocken (1871-1939) was van 1921 tot 1926 burgemeester van de gemeente en was daarmee een van de eerste vrouwelijke burgemeesters van België. Bij de gemeenteverkiezingen van 1921 kwam ze op met een lijst met enkel zichzelf als kandidaat.

## Bezienswaardigheden
- De Sint-Gummaruskerk aan de De Voortstraat
- De Sint-Gummaruskapel aan de Dorpstraat
- De Allierse kapel aan de Liersesteenweg
- De Sint-Barbarakapel aan de Oostmalsesteenweg
- Het voormalig gemeentehuis van Emblem op de hoek van de Dorpstraat en de Kesselsesteenweg

## Natuur en landschap
Emblem ligt op de overgang van de zandige Kempen en het Scheldebekken op een hoogte van 4-13 meter. De zuidgrens wordt gevormd door de Kleine Nete. Parallel daaraan ligt het Netekanaal.

## Demografische ontwikkeling
- Bronnen:NIS, Opm:1806 tot en met 1970=volkstellingen; 1976 = inwoneraantal op 31 december

## Sport
- KFC Sint Michiel: voetbalclub in Emblem. Op het voetbalveld van KFC Sint Michiel werden de buitenopnamen van de Vlaamse televisieserie F.C. De Kampioenen gemaakt. Deze reeks liep van 1990 tot 2011.
- K. Racing Emblem: voetbalclub in Emblem, uitkomend in vierde provinciale.

## Nabijgelegen kernen
Lier, Broechem, Kessel, Viersel